# BAFTA al millor maquillatge i perruqueria
El BAFTA al millor maquillatge i perruqueria és un dels premis BAFTA atorgats per la British Academy of Film and Television Arts (BAFTA) en una cerimònia anual des de 1983, en reconeixement dels millors artistes maquilladors i perruquers.

## Guanyadors i nominats
Els anys indicats són aquells en què es va celebrar la cerimònia, que té lloc l'any següent de l'estrena de les pel·lícules en qüestió.

### Dècada del 1980
| Any  | Pel·lícula                                                                           | Nominat(s)                                                                   |
| ---- | ------------------------------------------------------------------------------------ | ---------------------------------------------------------------------------- |
| 1983 | La recerca del foc (La Guerre du feu)                                                | Sarah Monzani, Christopher Tucker i Michèle Burke                            |
| 1983 | Blade Runner                                                                         | Marvin G. Westmore                                                           |
| 1983 | ET, l'extraterrestre (E.T. the Extra-Terrestrial)                                    | Robert Sidell                                                                |
| 1983 | Gandhi                                                                               | Tom Smith                                                                    |
| 1984 | Tootsie                                                                              | Dorothy J. Pearl, George Masters, C. Romania Ford i Allen Weisinger          |
| 1984 | Heat and Dust                                                                        | Gordon Kay                                                                   |
| 1984 | El retorn del Jedi (Return of the Jedi)                                              | Phil Tippett Stuart Freeborn                                                 |
| 1984 | Zelig                                                                                | Fern Buchner John Caglione, Jr.                                              |
| 1985 | Greystoke, la llegenda de Tarzan (Greystoke: The Legend of Tarzan, Lord of the Apes) | Paul Engelen, Peter Frampton, Rick Baker i Joan Hills                        |
| 1985 | En companyia de llops (The Company of Wolves)                                        | Jane Royle i Christopher Tucker                                              |
| 1985 | L'ajudant de camerino (The Dresser)                                                  | Alan Boyle                                                                   |
| 1985 | Els crits del silenci (The Killing Fields)                                           | Tommie Manderson                                                             |
| 1986 | Amadeus                                                                              | Paul LeBlanc i Dick Smith                                                    |
| 1986 | La selva esmaragda (The Emerald Forest)                                              | Peter Frampton, Paul Engelen, Anna Dryhurst, Luis Michelotti i Beth Presares |
| 1986 | Legend                                                                               | Peter Robb-King i Rob Bottin                                                 |
| 1986 | Mask                                                                                 | Michael Westmore                                                             |
| 1987 | Ran                                                                                  | Shohichiro Meda, Tameyuki Aimi, Chihako Naito i Noriko Takemizawa            |
| 1987 | Aliens                                                                               | Peter Robb-King                                                              |
| 1987 | Dreamchild                                                                           | Jenny Shircore                                                               |
| 1987 | Sid and Nancy                                                                        | Peter Frampton                                                               |
| 1988 | El nom de la rosa (Der Name der Rose)                                                | Hasso von Hugo                                                               |
| 1988 | La mosca (The Fly)                                                                   | Chris Walas i Stephan Dupuis                                                 |
| 1988 | Esperança i glòria (Hope and Glory)                                                  | Anna Dryhurst                                                                |
| 1988 | Jean de Florette                                                                     | Michèle Dernelle i Jean-Pierre Eychenne                                      |
| 1989 | L'últim emperador (The Last Emperor)                                                 | Fabrizio Sforza                                                              |
| 1989 | Beetlejuice                                                                          | Ve Neill, Steve LaPorte i Robert Short                                       |
| 1989 | A Handful of Dust                                                                    | Sally Sutton                                                                 |
| 1989 | RoboCop                                                                              | Carla Palmer                                                                 |

### Dècada del 1990
| Any  | Pel·lícula                                                                    | Nominat(s)                                                            |
| ---- | ----------------------------------------------------------------------------- | --------------------------------------------------------------------- |
| 1990 | Les aventures del baró Munchausen (The Adventures of Baron Munchausen)        | Maggie Westoni Fabrizio Sforza i Pam Meager                           |
| 1990 | Batman                                                                        | Paul Engelen i Nick Dudman                                            |
| 1990 | Les amistats perilloses (Dangerous Liaisons)                                  | Jean-Luc Russier                                                      |
| 1990 | My Left Foot                                                                  | Ken Jennings                                                          |
| 1991 | Dick Tracy                                                                    | John Caglione, Jr. i Doug Drexler                                     |
| 1991 | Ghost                                                                         | Ben Nye Jr.                                                           |
| 1991 | Cinema Paradiso (Nuovo Cinema Paradiso)                                       | Maurizio Trani                                                        |
| 1991 | La maledicció de les bruixes (The Witches)                                    | Christine Beveridge, Jim Henson i Creature Shop                       |
| 1992 | Cyrano de Bergerac                                                            | Jean-Pierre Eychenne i Michèle Burke                                  |
| 1992 | La família Addams (The Addams Family)                                         | Fern Buchner, Katherine James i Kevin Haney                           |
| 1992 | Ballant amb llops (Dances with Wolves)                                        | Francisco X. Pérez                                                    |
| 1992 | Edward Scissorhands                                                           | Ve Neill                                                              |
| 1993 | L'últim dels mohicans (The Last of the Mohicans)                              | Peter Robb-King                                                       |
| 1993 | El retorn de Batman (Batman Returns)                                          | Ve Neill i Stan Winston                                               |
| 1993 | Chaplin                                                                       | Wally Schneiderman, Jill Rockow i John Caglione, Jr.                  |
| 1993 | Retorn a Howards End (Howards End)                                            | Christine Beveridge                                                   |
| 1994 | Orlando                                                                       | Morag Ross                                                            |
| 1994 | Addams Family Values                                                          | Kevin Haney, Katherine James, Fred C. Blau Jr. i Fern Buchner         |
| 1994 | Dràcula de Bram Stoker (Bram Stoker's Dracula)                                | Greg Cannom, Michèle Burke i Matthew W. Mungle                        |
| 1994 | La llista de Schindler (Schindler's List)                                     | Christina Smith, Matthew W. Mungle, Waldemar Pokromski i Pauline Heys |
| 1995 | Les aventures de Priscilla (The Adventures of Priscilla, Queen of the Desert) | Cassie Hanlon, Angela Conte i Strykermeyer                            |
| 1995 | Entrevista amb el vampir (Interview with the Vampire: The Vampire Chronicles) | Stan Winston, Michèle Burke i Jan Archibald                           |
| 1995 | La màscara (The Mask)                                                         | Greg Cannom i Sheryl Ptak                                             |
| 1995 | Mrs. Doubtfire                                                                | Greg Cannom, Ve Neill i Yolanda Toussieng                             |
| 1996 | La follia del rei George (The Madness of King George)                         | Lisa Westcott                                                         |
| 1996 | Braveheart                                                                    | Peter Frampton, Paul Pattison i Lois Burwell                          |
| 1996 | Sentit i sensibilitat (Sense and Sensibility)                                 | Morag Ross i Jan Archibald                                            |
| 1996 | Ed Wood                                                                       | Ve Neill, Rick Baker i Yolanda Toussieng                              |
| 1997 | El professor guillat (The Nutty Professor)                                    | Rick Baker i David LeRoy Anderson                                     |
| 1997 | 101 Dalmatians                                                                | Lynda Armstrong, Martial Corneville, Colin Jamison i Jean-Luc Russier |
| 1997 | El pacient anglès (The English Patient)                                       | Fabrizio Sforza i Nigel Booth                                         |
| 1997 | Evita                                                                         | Sarah Monzani i Martin Samuel                                         |
| 1998 | Les ales del colom (The Wings of the Dove)                                    | Sallie Jaye i Jan Archibald                                           |
| 1998 | L.A. Confidential                                                             | John M. Elliott, Scott H. Eddo i Janis Clark                          |
| 1998 | Mrs. Brown                                                                    | Lisa Westcott                                                         |
| 1998 | Titanic                                                                       | Tina Earnshaw, Simon Thompson i Kay Georgiou                          |
| 1999 | Elisabet (Elizabeth)                                                          | Jenny Shircore                                                        |
| 1999 | Salvem el soldat Ryan (Saving Private Ryan)                                   | Lois Burwell i Jeanette Freeman                                       |
| 1999 | Shakespeare in Love                                                           | Lisa Westcott                                                         |
| 1999 | Velvet Goldmine                                                               | Peter King                                                            |

### Dècada del 2000
| Any  | Pel·lícula | Nominat(s)                                                         |
| ---- | --- | ------------------------------------------------------------------ |
| 2000 | Topsy-Turvy | Christine Blundell                                                 |
| 2000 | American Beauty | Tania McComas i Carol A. O'Connell                                 |
| 2000 | El final de l'idil·li (The End of the Affair)                                                                           | Christine Beveridge                                                |
| 2000 | An Ideal Husband | Peter King                                                         |
| 2001 | Dr. Seuss' How the Grinch Stole Christmas                                                                               | Rick Baker, Toni G, Sylvia Nava, Gail Rowell-Ryan i Kazuhiro Tsuji |
| 2001 | Chocolat | Naomi Donne                                                        |
| 2001 | Tigre i drac (Wo hu cang long / Crouching Tiger, Hidden Dragon)                                                         | Siu-Mui Chau i Yun-Ling Man                                        |
| 2001 | Gladiator | Paul Engelen i Graham Johnston                                     |
| 2001 | Quills | Nuala Conway i Peter King                                          |
| 2002 | El Senyor dels Anells: La Germandat de l'Anell (The Lord of the Rings: The Fellowship of the Ring)                      | Peter King, Peter Owen i Richard Taylor                            |
| 2002 | Gosford Park | Jan Archibald i Sallie Jaye                                        |
| 2002 | Harry Potter i la pedra filosofal (Harry Potter and the Philosopher's Stone)                                            | Nick Dudman, Eithne Fennel i Amanda Knight                         |
| 2002 | Moulin Rouge! | Maurizio Silvi i Aldo Signoretti                                   |
| 2002 | Planet of the Apes | Rick Baker, Toni G i Kazuhiro Tsuji                                |
| 2003 | Frida | Judy Chin, Beatrice De Alba, John E. Jackson i Regina Reyes        |
| 2003 | Chicago | Judi Cooper-Sealy i Jordan Samuel                                  |
| 2003 | Gangs of New York | Manlio Rocchetti i Aldo Signoretti                                 |
| 2003 | Les hores (The Hours)                                                                                                   | Jo Allen, Conor O'Sullivan i Ivana Primorac                        |
| 2003 | El Senyor dels Anells: Les dues torres (The Lord of the Rings: The Two Towers)                                          | Peter King, Peter Owen i Richard Taylor                            |
| 2004 | Pirates of the Caribbean: The Curse of the Black Pearl                                                                  | Ve Neill i Martin Samuel                                           |
| 2004 | Big Fish | Jean Ann Black i Paul LeBlanc                                      |
| 2004 | Cold Mountain | Paul Engelen i Ivana Primorac                                      |
| 2004 | Girl with a Pearl Earring                                                                                               | Jenny Shircore                                                     |
| 2004 | El Senyor dels Anells: El retorn del rei (The Lord of the Rings: The Return of the King)                                | Peter King, Peter Owen i Richard Taylor                            |
| 2005 | L'aviador (The Aviator)                                                                                                 | Kathryn Blondell, Sian Grigg i Morag Ross                          |
| 2005 | Descobrir el País de Mai Més (Finding Neverland)                                                                        | Christine Blundell                                                 |
| 2005 | Harry Potter i el pres d'Azkaban (Harry Potter and the Prisoner of Azkaban)                                             | Nick Dudman, Eithne Fennel i Amanda Knight                         |
| 2005 | La casa de les dagues voladores (House of Flying Daggers)                                                               | Siu-Mui Chau, Lee-na Kwan i Xiaohai Yang                           |
| 2005 | El secret de Vera Drake (Vera Drake)                                                                                    | Christine Blundell                                                 |
| 2006 | Les Cròniques de Nàrnia: El lleó, la bruixa i l'armari (The Chronicles of Narnia: The Lion, the Witch and the Wardrobe) | Howard Berger, Nikki Gooley i Gregory Nicotero                     |
| 2006 | Charlie i la fàbrica de xocolata (Charlie and the Chocolate Factory)                                                    | Peter Owen i Ivana Primorac                                        |
| 2006 | Harry Potter i el calze de foc (Harry Potter and the Goblet of Fire)                                                    | Nick Dudman, Eithne Fennel i Amanda Knight                         |
| 2006 | Memòries d'una geisha (Memoirs of a Geisha)                                                                             | Kate Biscoe, Lyndell Quiyou, Kelvin R. Trahan i Noriko Watanabe    |
| 2006 | Pride & Prejudice | Fae Hammond                                                        |
| 2007 | El laberinto del fauno                                                                                                  | José Quetglás i Blanca Sánchez                                     |
| 2007 | El diable es vesteix de Prada (The Devil Wears Prada)                                                                   | Angel De Angelis i Nicki Ledermann                                 |
| 2007 | Maria Antonieta (Marie Antoinette)                                                                                      | Desiree Corridoni i Jean-Luc Russier                               |
| 2007 | Pirates of the Caribbean: Dead Man's Chest                                                                              | Ve Neill i Martin Samuel                                           |
| 2007 | La reina (The Queen) | Daniel Phillips                                                    |
| 2008 | La vida en rosa (La Môme)                                                                                               | Jan Archibald i Didier Lavergne                                    |
| 2008 | Expiació (Atonement) | Ivana Primorac                                                     |
| 2008 | Elizabeth: l'edat d'or (Elizabeth: The Golden Age)                                                                      | Jenny Shircore                                                     |
| 2008 | Hairspray | Judi Cooper-Sealy i Jordan Samuel                                  |
| 2008 | Sweeney Todd: el barber diabòlic del carrer Fleet (Sweeney Todd: The Demon Barber of Fleet Street)                      | Ivana Primorac                                                     |
| 2009 | El curiós cas de Benjamin Button (The Curious Case of Benjamin Button)                                                  | Jean Black i Colleen Callaghan                                     |
| 2009 | El cavaller fosc (The Dark Knight)                                                                                      | Peter Robb-King                                                    |
| 2009 | The Duchess | Jan Archibald i Daniel Phillips                                    |
| 2009 | Frost/Nixon | Edouard Henriques i Kim Santantonio                                |
| 2009 | Em dic Harvey Milk (Milk)                                                                                               | Steven E. Anderson i Michael White                                 |

### Dècada del 2010
| Any  | Pel·lícula                                                                                       | Nominat(s)                                                          |
| ---- | ------------------------------------------------------------------------------------------------ | ------------------------------------------------------------------- |
| 2010 | La reina Victòria (The Young Victoria)                                                           | Jenny Shircore                                                      |
| 2010 | Coco, de la rebel·lia a la llegenda de Chanel (Coco avant Chanel)                                | Madeleine Cofano, Jane Milon, and Thi Thanh Tu Nguyen               |
| 2010 | Una educació (An Education)                                                                      | Elizabeth Yianni-Georgiou                                           |
| 2010 | The Imaginarium of Doctor Parnassus                                                              | Sarah Monzani                                                       |
| 2010 | Nine                                                                                             | Peter ‘Swords' King                                                 |
| 2011 | Alice in Wonderland                                                                              | Valli O'Reilly i Paul Gooch                                         |
| 2011 | El cigne negre (Black Swan)                                                                      | Judy Chin i Geordie Sheffer                                         |
| 2011 | Harry Potter i les relíquies de la Mort (Part 1) (Harry Potter and the Deathly Hallows - Part 1) | Amanda Knight i Lisa Tomblin                                        |
| 2011 | El discurs del rei (The King's Speech)                                                           | Frances Hannon                                                      |
| 2011 | Made in Dagenham                                                                                 | Lizzie Yianni Georgiou                                              |
| 2012 | The Iron Lady                                                                                    | Marese Langan, J. Roy Helland, and Mark Coulier                     |
| 2012 | The Artist                                                                                       | Cydney Cornell and Julie Hewett                                     |
| 2012 | Harry Potter i les relíquies de la Mort (Part 2) (Harry Potter and the Deathly Hallows – Part 2) | Nick Dudman, Amanda Knight, and Lisa Tomblin                        |
| 2012 | Hugo                                                                                             | Jan Archibald and Morag Ross                                        |
| 2012 | La meva setmana amb Marilyn (My Week with Marilyn)                                               | Jenny Shircore                                                      |
| 2013 | Els miserables (Les Misérables)                                                                  | Lisa Westcott                                                       |
| 2013 | Anna Karènina (Anna Karenina)                                                                    | Ivana Primorac                                                      |
| 2013 | Hitchcock                                                                                        | Julie Hewett, Martin Samuel i Howard Berger                         |
| 2013 | El hòbbit: Un viatge inesperat (The Hobbit: An Unexpected Journey)                               | Peter King, Richard Taylor i Rick Findlater                         |
| 2013 | Lincoln                                                                                          | Lois Burwell i Kay Georgiou                                         |
| 2014 | American Hustle                                                                                  | Evelyne Noraz, Lori McCoy-Bell i Kathrine Gordon                    |
| 2014 | Behind the Candelabra                                                                            | Kate Biscoe i Marie Larkin                                          |
| 2014 | El majordom (The Butler)                                                                         | Debra Denson, Candace Neal, Robert L. Stevenson i Matthew W. Mungle |
| 2014 | El gran Gatsby (The Great Gatsby)                                                                | Maurizio Silvi i Kerry Warn                                         |
| 2014 | The Hobbit: The Desolation of Smaug                                                              | Peter Swords King, Richard Taylor i Rick Findlater                  |
| 2015 | The Grand Budapest Hotel                                                                         | Frances Hannon i Mark Coulier                                       |
| 2015 | Guardians of the Galaxy                                                                          | Elizabeth Yianni-Georgiou i David White                             |
| 2015 | Into the Woods                                                                                   | Peter Swords King i J. Roy Helland                                  |
| 2015 | Mr. Turner                                                                                       | Christine Blundell i Lesa Warrener                                  |
| 2015 | The Theory of Everything                                                                         | Jan Sewell i Kristyan Mallett                                       |
| 2016 | Mad Max: fúria a la carretera (Mad Max: Fury Road)                                               | Damian Martin i Lesley Vanderwalt                                   |
| 2016 | Brooklyn                                                                                         | Morna Ferguson i Lorraine Glynn                                     |
| 2016 | Carol                                                                                            | Jerry DeCarlo, Patricia Regan i Morag Ross                          |
| 2016 | The Danish Girl                                                                                  | Jan Sewell                                                          |
| 2016 | The Revenant                                                                                     | Siân Grigg, Duncan Jarman i Robert Pandini                          |
| 2017 | Florence Foster Jenkins                                                                          | J. Roy Helland i Daniel Phillips                                    |
| 2017 | Doctor Strange                                                                                   | Jeremy Woodhead                                                     |
| 2017 | Hacksaw Ridge                                                                                    | Shane Thomas                                                        |
| 2017 | Nocturnal Animals                                                                                | Donald Mowat i Yolanda Toussieng                                    |
| 2017 | Rogue One: A Star Wars Story (Rogue One)                                                         | Amanda Knight, Neal Scanlan i Lisa Tomblin                          |
| 2018 | Darkest Hour                                                                                     | David Malinowski, Ivana Primorac, Lucy Sibbick i Kazuhiro Tsuji     |
| 2018 | Blade Runner 2049                                                                                | Donald Mowat i Kerry Warn                                           |
| 2018 | Jo, Tonya (I, Tonya)                                                                             | Deborah La Mia Denaver i Adruitha Lee                               |
| 2018 | La reina Victòria i Abdul (Victoria & Abdul)                                                     | Daniel Phillips i Lou Sheppard                                      |
| 2018 | Wonder                                                                                           | Naomi Bakstad, Robert Pandini i Arjen Tuiten                        |
| 2019 | The Favourite                                                                                    | Nadia Stacey                                                        |
| 2019 | Bohemian Rhapsody                                                                                | Mark Coulier i Jan Sewell                                           |
| 2019 | Mary Queen of Scots                                                                              | Jenny Shircore                                                      |
| 2019 | El gras i el prim (Stan & Ollie)                                                                 | Mark Coulier, Jeremy Woodhead i Josh Weston                         |
| 2019 | El vici del poder (Vice)                                                                         | Kate Biscoe, Greg Cannom, Patricia Dehaney i Chris Gallaher         |

### Dècada del 2020
| Any  | Pel·lícula                                   | Nominat(s)                                                            |
| ---- | -------------------------------------------- | --------------------------------------------------------------------- |
| 2020 | L'escàndol (Bombshell)                       | Vivian Baker, Kazu Hiro i Anne Morgan                                 |
| 2020 | 1917                                         | Naomi Donne                                                           |
| 2020 | Joker                                        | Kay Georgiou i Nicki Ledermann                                        |
| 2020 | Judy                                         | Jeremy Woodhead                                                       |
| 2020 | Rocketman                                    | Lizzie Yianni Georgiou                                                |
| 2021 | Ma Rainey's Black Bottom                     | Matiki Anoff, Larry M. Cherry, Sergio López-Rivera i Mia Neal         |
| 2021 | The Dig                                      | Jenny Shircore                                                        |
| 2021 | Hillbilly Elegy                              | Patricia Dehaney, Eryn Krueger Mekash i Matthew W. Mungle             |
| 2021 | Mank                                         | Colleen LaBaff, Kimberley Spiteri i Gigi Williams                     |
| 2021 | Pinocchio                                    | Dalia Colli, Mark Coulier i Francesco Pegoretti                       |
| 2022 | The Eyes of Tammy Faye                       | Linda Dowds, Stephanie Ingram i Justin Raleigh                        |
| 2022 | Cruella                                      | Naomi Donne i Nadia Stacey                                            |
| 2022 | Cyrano                                       | Alessandro Bertolazzi i Siân Miller                                   |
| 2022 | Dune                                         | Love Larson i Donald Mowat                                            |
| 2022 | House of Gucci                               | Frederic Aspiras, Jana Carboni, Giuliano Mariano i Sarah Nicole Tanno |
| 2023 | Elvis                                        | Jason Baird, Mark Coulier, Louise Coulston i Shane Thomas             |
| 2023 | Res de nou a l'oest (Im Westen nichts Neues) | Heike Merker                                                          |
| 2023 | The Batman                                   | Naomi Donne, Mike Marino i Zoe Tahir                                  |
| 2023 | Roald Dahl's Matilda the Musical             | Naomi Donne, Barrie Gower i Sharon Martin                             |
| 2023 | The Whale                                    | Anne Marie Bradley, Judy Chin i Adrien Morot                          |